# Entypoma ferale
Entypoma ferale är en stekelart som beskrevs av Rossem 1988. Entypoma ferale ingår i släktet Entypoma och familjen brokparasitsteklar. Inga underarter finns listade i Catalogue of Life.